# アリスター・マッケンジー
アリスター・マッケンジー（Alister MacKenzie、男性、1870年8月30日 - 1934年1月6日）は、イギリスの医師、軍医、ゴルフ設計技師。

## 経歴
ケンブリッジ大学で医学を専攻したマッケンジーは、大英帝国軍医としてボーア戦争（第2次：1899年 - 1902年）に従軍（このとき経験したボーア軍のカモフラージュ作戦が、のちのゴルフ場設計に影響を与えたとされる）。さらに第一次世界大戦でも軍医を務めた。本格的にゴルフコースの設計を手がけるようになったのは、戦後医師を廃業した50歳過ぎからである。
ゴルフ場設計者を目指したきっかけは、1914年の米国『カントリーライフ誌』の懸賞つき『理想の2ショットデザインコンテスト』で優勝したことである。このとき「医者もゴルフも人間の健康に携わる仕事」との思いを持ったとされる。
1920年に代表的な著書『ゴルフ設計論（Golf architecture）』を上梓。その中で「ゴルフは上手な人も下手な人も皆が楽しめること。しかし、努力、挑戦意欲もあり、技術を持つ人のほうがより良い結果につながるコースであるべき」と記述したといわれている。「神が造った」と言われ、自然を活かした従来のリンクス・コースはラフやバンカーが深くなっていて、運不運に左右されたり、ボール探しなどの煩わしさがあったのである。著書の評判は上々だったが、マッケンジーにまだ仕事は来なかった。
1926年、オーストラリアのロイヤル・メルボルンGCから改修の仕事が入ったのをきっかけとして、設計依頼が殺到。米国・カリフォルニア州モントレーに造られたサイプレスポイント（1928年オープン）とパサティエンポ（1929年オープン）は、マッケンジーの評判を不動のものとした。
1930年、28歳で引退し、故郷のジョージア州に帰ったボビー・ジョーンズは、友人の銀行投資家クリフ・ロバーツと相談し、理想のコース場造りをマッケンジーに依頼した。これが後のオーガスタ・ナショナル・ゴルフクラブである。1933年にコースが完成したとき、ニューヨーク・タイムズ社の「これはビギナー向けのコース」との酷評に、3人は「そのとおりです。これぞ皆が待望していたコースです。しかし、トッププロもトップアマチュアも大いに楽しめるコースです」と答えたとされている。
1934年、オーガスタGCを遺作とし、自作のパサティエンポGCの隣地にある自宅で、64年の生涯を終えた。

## 設計理念
マッケンジーは、ゴルフ設計基本原則を記している。
- 真に偉大なコースは、多くのプレイヤーが常に楽しんでプレーできるものであること。
- プレイヤーには技術同様に戦略も要求する。それでこそゴルファーの興味を引き続けることができる。
- アベレージ・ゴルファーにも良いプレーができるよう、十分なチャンスを与えると同時に、アンダーパーを狙えるプレーヤーには、最高の技術・戦略を要求する。
- 全ての自然の美しさは保存されなければならない。自然のハザードはそのまま利用し、人工的なものは最小限に留めなければならない。
- ブラインドホールはなくすこと。
- ロストボールを捜す面倒やいらだちを全くなくすこと。
- 大胆なティショットの見せ場もあるが、非力なプレイヤーが1打を失うことを覚悟すれば、いつも他の選択肢が用意されていること。

また、リンクス・コースとの差別化ではなく、特色を継承するべき点についても留意している。
- 全てのホールに特色があること。
- 多彩な技術を要求するグリーン周辺にすること。
- 夏でも冬でも良いコンディションにすること。
- スクラッチプレイヤー以上のプレイヤーには、挑戦意欲がわくようなコースにすること。
- 全てが美しいこと。

などである。
従来のリンクス・コースでは、1番ホールからスタートして、18番でクラブハウスに戻る。すなわち9番、10番がクラブハウスから一番遠いところになっていた。それを1番から9番を「フロント9」、10番から18番を「バック9」と呼び、それぞれクラブハウスに戻れるかたちにしたのは、マッケンジーの提案である。以降、近代ゴルフコースの常識となった。